# 5102 Benfranklin
5102 Benfranklin este o planetă minoră (asteroid), cu un diametru de 16,727 km, din centura de asteroizi. A fost descoperită pe 2 septembrie 1986 la Observatorul Kleť de Antonín Mrkos și a fost numită după Benjamin Franklin. 
Obiectul prezintă o orbită caracterizată de o semiaxă mare de 2,8007715 UAi, o excentricitate de 0,2, o înclinație de 8,10341 ° în raport cu ecliptica.